# Lancy Football Club
Il Lancy Football Club è una società calcistica svizzera, con sede a Lancy, nel Canton Ginevra.
Squadra Fondata nel 2012 dalla fusione tra la società del Grand-Lancy Football Club (abbreviato GLFC)  Fondata nel 1943 con il nome di F.C. Saint Michel - Grand-Lancy e rinominata con il suo attuale nome nel 1975, e la Società del Lancy Sports Football Club.
La squadra ginevrina milita ininterrottamente dal 2012 nella 1ª Lega.
Attualmente è la società di calcio in Svizzera con il maggior numero di tesserati (soprattutto grazie alle giovanili).

## Cronistoria
2012 - 2013: 1ª Lega
2013 - 2014: 1ª Lega
2014 - 2015: 1ª Lega
2015 - 2016: 1ª Lega
2016 - 2017: 1ª Lega
2017 - 2018: 1ª Lega

## Palmarès

### Competizioni nazionali
- 1ª Lega: 1

2017-2018 (gruppo 1)
- Seconda Lega interregionale: 1

2008-2009 (gruppo 1)

### Altri piazzamenti
- 1ª Lega:

Terzo posto: 2016-2017 (gruppo 1)